# Crossbencher
Un crossbencher è un membro di partito indipendente o minore di alcune legislature, come la Camera dei Lord britannica e il Parlamento australiano. I crossbencher prendono il nome dai banchi posti trasversalmente, in mezzo e perpendicolarmente ai banchi del governo e dell'opposizione (crossbench, banchi trasversali), dove essi siedono.

## Regno Unito
I membri crossbencher della Camera dei Lord britannica non sono allineati a nessun partito in particolare. Fino al 2009, includevano i Law Lords nominati ai sensi dell'Appellate Jurisdiction Act 1876, ex Presidenti della Camera dei Comuni ed ex Lord Speakers della Camera dei Lord, che per convenzione non sono allineati con alcun partito. Ci sono anche alcuni membri non affiliati della Camera dei Lord che non fanno parte del gruppo crossbencher; questi includono alcuni ufficiali e altri che sono associati a un partito ma ai quali è stata ritirata la whip. Sebbene i membri non affiliati e i membri di piccoli partiti, a volte si siedono fisicamente sui banchi trasversali, non sono membri del gruppo parlamentare crossbench.
Per ragioni non politiche, nel tempo, è stato creato un numero sempre più crescente di crossbencher. Dalla sua istituzione, avvenuta nel maggio 2000, la Commissione per le nomine della Camera dei Lord ha nominato un totale di 67 pari di carriera politica apartitica che si sono uniti alla Camera dei Lord come crossbencher. Attualmente, alla data del 1º novembre 2021, ci sono 190 crossbencher, che costituiscono circa il 24% dei membri in carica alla Camera dei Lord, superati in numero solo dai conservatori.  Dall'aprile 2007 al 2009, il numero di crossbencher è stato per la prima volta superiore al numero dei conservatori.
Sebbene i Lord spirituali (arcivescovi e vescovi anziani della Chiesa d'Inghilterra ) non abbiano alcuna affiliazione di partito, non sono considerati crossbencher e non si siedono sui crossbench, i loro seggi si trovano nella parte governativa della Camera dei Lord.
Non sono considerati crossbencher quei partiti che sostengono un governo di minoranza con un accordo di appoggio esterno alla Camera dei Comuni, come ad esempio il Partito Democratico Unionista nel Parlamento 2017-2019. Questi, invece, insieme a tutti gli altri partiti non governativi, sono considerati parte dell'opposizione e siedono sui banchi dell'opposizione.

### Il convocatore
I crossbencher non prendono una posizione collettiva sulle questioni, e quindi non hanno whip, tuttavia, eleggono tra di loro un convocatore per scopi amministrativi e per tenerli aggiornati sugli affari della Camera. L'attuale convocatore è Lord Judge, che ha assunto la carica nell'ottobre 2019. Anche se i convocatori non fanno parte dei " soliti canali ", come ad esempio i capi di partito che decidono gli affari della Camera, negli ultimi anni sono stati inclusi nelle loro discussioni.
Di seguito elencati coloro che hanno servito come convocatori dei crossbencher:
- 1968-1974: Lord Strang
- 1974-1995: Baronessa Hylton-Foster
- 1995–1999: Lord Weatherill
- 1999-2004: Lord Craig di Radley
- 2004-2007: Lord Williamson di Horton
- 2007-2011: La baronessa D'Souza[1]
- 2011-2015: Lord Laming
- 2015-2019: Lord Hope di Craighead[9]
- 2019-oggi: Lord Judge[10]

## Australia

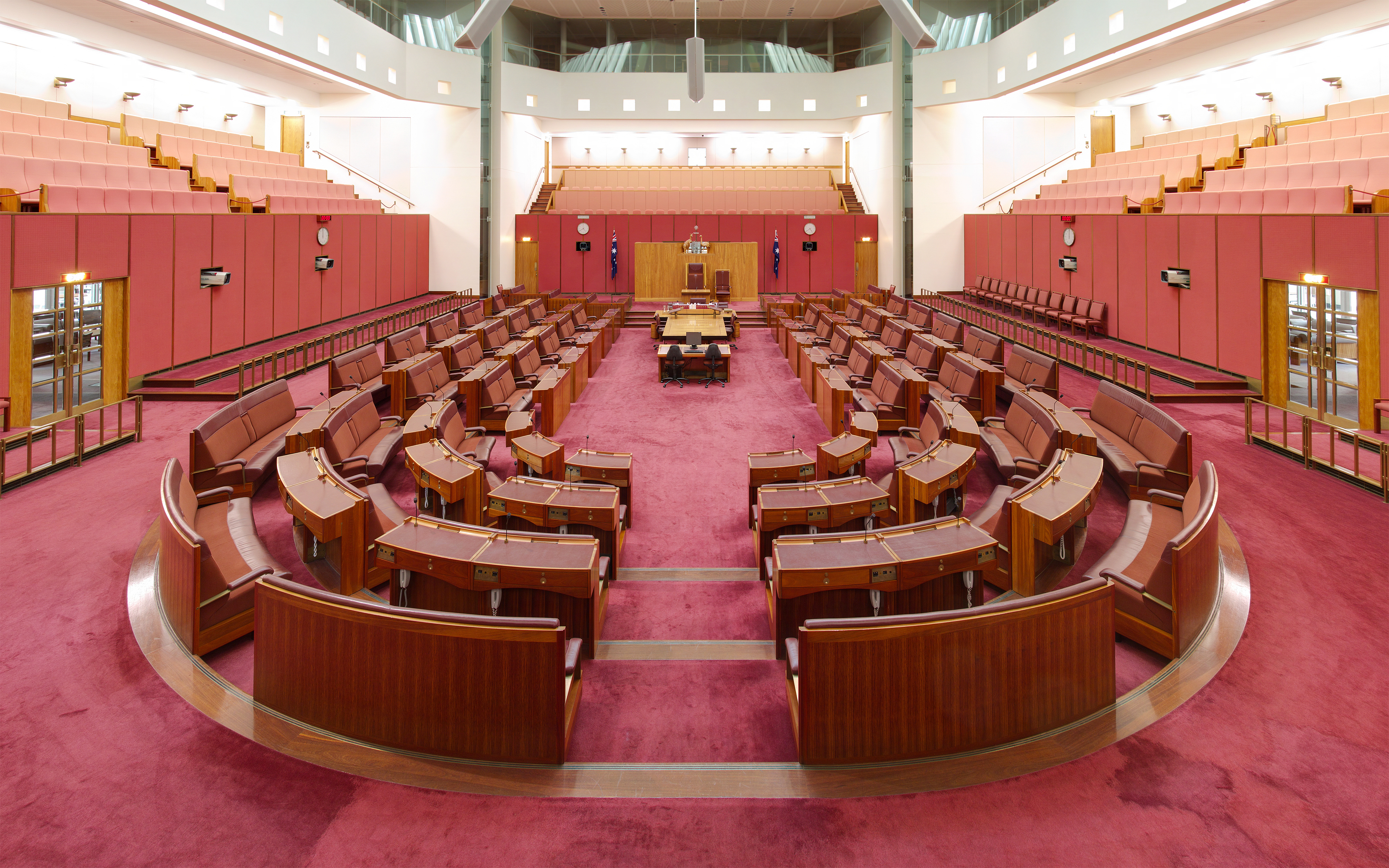
Il Senato australiano. I crossbencher si siedono sui sedili tra i due lati.

In Australia il termine "crossbencher" si riferisce sia ai membri dei partiti indipendenti che a quelli minori nel Parlamento federale dell'Australia, nonché a quelli nei parlamenti degli stati e dei territori australiani.  A differenza del Regno Unito, in Australia il termine viene applicato a quei partiti e a parlamentari indipendenti che, sia nella camera bassa che in quella alta del parlamento, siedono sui crossbench.

## Nuova Zelanda
Nella Camera dei rappresentanti della Nuova Zelanda, i parlamentari di partiti che non sono apertamente allineati né con il governo né con l'opposizione ufficiale, come ad esempio quelli appartenenti al New Zealand First dal 2011 al 2017, sono talvolta indicati come crossbencher, ma coloro che sostengono il governo con l'appoggio esterno sono considerati parte del governo, siedono sui banchi del governo e spesso ricevono ruoli governativi ufficiali. Dal 2008 al 2017, ad esempio, i parlamentari di ACT New Zealand, Māori Party e United Future hanno sostenuto il governo del Partito nazionale di minoranza e per questo non sono stati considerati tra i crossbencher o parte dell'opposizione.

## Concetti simili in Canada
Il termine crossbencher non viene generalmente utilizzato per il Parlamento federale del Canada né per qualsiasi organo provinciale o territoriale. Invece, qualsiasi partito che non sia il partito di governo è considerato un partito di opposizione, con il più grande di questi designato come opposizione ufficiale. I partiti di opposizione diversi dall'opposizione ufficiale sono generalmente chiamati terzi.
A partire dal 2016, al Senato del Canada sono stati formati più caucus apartitici che ricoprono un ruolo simile a quello dei crossbencher. Il primo, l'Indipendent Senators Group (ISG), è stato creato in parte come risposta alla decisione del primo ministro Justin Trudeau di nominare più senatori apartitici. Simile ai crossbencher nel Regno Unito, l'ISG sceglie il proprio leader e non utilizza il sistema del whip. Nel dicembre 2016, il Senato ha iniziato a riconoscere ufficialmente l'ISG e a fornirgli finanziamenti. Nel 2019 sono stati istituiti altri due gruppi: il Canadian Senators Group, che si concentra principalmente su questioni regionali, e il Progressive Senate Group, formato da membri del defunto Senato Liberal Caucus.